# Titanethes biseriatus
Titanethes biseriatus är en kräftdjursart som beskrevs av Karl Wilhelm Verhoeff 1900. Titanethes biseriatus ingår i släktet Titanethes och familjen Trichoniscidae. Inga underarter finns listade i Catalogue of Life.